# Angel's Breath
Angel's Breath је први и једини албум групе Angel's Breath. Групу су водили Митар Суботић и Милан Младеновић. Албум је издат 1994. године. Снимљен је у Бразилу.

## Песме
1. - 5:04 (музика: Суба и Милан, текст: Милан и Тацијана)
2. - 0:39 (музика: Суба)
3. - 7:39 (музика: Суба и Милан, текст: Милан)
4. - 2:29 (музика: Суба, Милан и Фабио, текст: Милан, превод: Тацијана)
5. - 1:23 (музика: Суба, текст: Милан)
6. - 4:18 (музика: Суба и Милан, текст: Милан)
7. - 3:33 (музика: Суба, текст: Милан)
8. - 4:27 (музика: Суба, Милан и Жоао)
9. - 4:16 (музика: Суба, Милан и Жоао, текст: Милан и Маја)
10. - 1:40 (музика: Суба)
11. - 6:19 (музика: Жоао, Фабио и Суба)

## Музичари
- Митар Суботић - Суба - клавијатуре
- Милан Младеновић - гитара, глас, труба, усна хармоника
- Жоао Параиба (Joao Parahiba) - удараљке
- Фабио Голфети (Fabio Golfetti) - гитара
- Тацијана Барош (Taciana Barros) - главни саветник
- Мариса Орт (Marisa Orth) - глас
- Мадалена - глас

## Дизајн омота
- Зоран Јањетов